# Гричиньяно-ді-Аверса
Гричиньяно-ді-Аверса, Ґрічіньяно-ді-Аверса (італ. Gricignano di Aversa) — муніципалітет в Італії, у регіоні Кампанія,  провінція Казерта.
Гричиньяно-ді-Аверса розташоване на відстані близько 180 км на південний схід від Рима, 17 км на північ від Неаполя, 13 км на південний захід від Казерти.
Населення — 11 629 осіб (2014).

## Демографія
Населення за роками:

Станом на 1 січня 2023 року в муніципалітеті офіційно проживало 813 іноземців з 50 країн, серед них 60 громадян країн Євросоюзу та 83 громадяни України.

## Сусідні муніципалітети
- Аверса
- Каринаро
- Чеза
- Марчанізе
- Суччиво